# Kevin Sheldon
Kevin Sheldon est un réalisateur et producteur de télévision britannique.

## Filmographie

### Comme réalisateur
Sauf indication contraire, les œuvres suivantes sont des séries télévisées.
- 1948 : Till Tomorrow, téléfilm (non crédité)
- 1949 : Ten Little Niggers, téléfilm
- 1950 : BBC Sunday-Night Theatre (1 épisode)
- 1956 : Space School (1 épisode)
- 1958 : Captain Moonlight: Man of Mystery (6 épisodes)
- 1959 : The Golden Spur (6 épisodes)
- 1960 : Captain Moonlight: Man of Mystery (6 épisodes)
- 1960 : The Appleyards (1 épisode)
- 1961 : Beauty and the Beast (2 épisodes)
- 1961 : Stranger on the Shore série
- 1962 : Stranger in the City (1 épisode)

### Comme producteur
- 1948 : Till Tomorrow, téléfilm de lui-même
- 1949 : Ten Little Niggers, téléfilm de lui-même
- 1950 : Picture Page (1 épisode)
- 1950 : Mr. Gillie, téléfilm
- 1951 : Face to Face, téléfilm
- 1950-1951 : BBC Sunday-Night Theatre (4 épisodes)
- 1951 : What Happens to Love, téléfilm
- 1952 : The Poppenkast, téléfilm
- 1954 : The Lost Planet (4 épisodes)
- 1954 : The Golden Toy, téléfilm de Wendy Toye
- 1955 : Return to the Lost Planet
- 1956 : Space School (1 épisode)
- 1956 : Abigail and Roger (9 épisodes)
- 1957 : A Tale of Two Cities (mini-série, 8 épisodes)
- 1958 : Captain Moonlight: Man of Mystery (mini-série, 6 épisodes)
- 1958 : Jennings at School (1 épisode)
- 1959 : The Honey Siege (6 épisodes)
- 1959 : The Golden Spur (6 épisodes)
- 1959 : Redgauntlet (6 épisodes)
- 1960 : Captain Moonlight: Man of Mystery (6 épisodes)
- 1960 : The Appleyards (1 épisode)
- 1961 : Beauty and the Beast (2 épisodes)
- 1961 : Stranger on the Shore (7 épisodes)
- 1962 : Stranger in the City (2 épisodes)
- 1969 : Zehn kleine Negerlein